# A Hawk and a Hacksaw
Gli A Hawk and a Hacksaw sono un duo folk americano di Albuquerque. Il gruppo si compone del fisarmonicista Jeremy Barnes, che in precedenza è stato il batterista dei Neutral Milk Hotel e dei Bablicon, e la violinista Heather Trost. La loro musica è ispirata a quella dell'Europa orientale, turca e balcanica, e per la gran parte è strumentale. Essi hanno pubblicato sei album e sono stati in tournée a livello internazionale.

## Carriera
Quando Barnes viveva a Chicago, risiedeva in un'area ucraina con molta gente dell'Europa dell'est e cominciò a sviluppare l'interesse per la musica folk rumena.

## Nome
Il nome "A Hawk and A Hacksaw" si riferisce al libro Don Quixote di Miguel De Cervantes.

## Discografia

### Album
- A Hawk and a Hacksaw (2002 – Cloud Recordings, 2004 – The Leaf Label)
- Darkness at Noon[2](2005 – The Leaf Label)
- The Way the Wind Blows (2006 – The Leaf Label)
- Délivrance (2009 – The Leaf Label)
- Cervantine (2011 – L.M. Dupli-cation)
- You Have Already Gone to the Other World (2013 – L.M. Dupli-cation)

### EP
- A Hawk and a Hacksaw and the Hun Hangár Ensemble (2007 – The Leaf Label)

### Singoli
- "Foni Tu Argile" (2009 – The Leaf Label)